# Lista nagród matematycznych
Poniższa lista przedstawia nagrody przyznawane matematykom – zarówno te przeznaczone wyłącznie dla nich, jak i wyróżnienia dla uczonych różnych dyscyplin.
| nagroda                                                           | pierwsze rozdanie | osoba upamiętniona nazwą |
| ----------------------------------------------------------------- | ----------------- | ------------------------ |
| Medal Copleya                                                     | 1731              | Godfrey Copley           |
| Royal Medal                                                       | 1826              |                          |
| XX wiek                                                           |                   |                          |
| Medal Sylvestera                                                  | 1901              | James Joseph Sylvester   |
| Nagroda Cole’a                                                    | 1928              | Frank Nelson Cole        |
| Medal Fieldsa                                                     | 1936              | John Charles Fields      |
| Nagroda im. Stefana Banacha                                       | 1946              | Stefan Banach            |
| Dannie Heineman Prize for Mathematical Physics                    | 1959              | Dannie Heineman          |
| Medal im. Wacława Sierpińskiego                                   | 1974              | Wacław Sierpiński        |
| Nagroda Wolfa w dziedzinie matematyki                             | 1978              | rodzina Wolfów           |
| Nagroda główna PTM im. Samuela Dicksteina                         | 1979              | Samuel Dickstein         |
| Nagroda im. Hugona Steinhausa                                     | 1979              | Hugo Steinhaus           |
| Nagroda im. Kazimierza Kuratowskiego                              | 1981              | Kazimierz Kuratowski     |
| Nagroda Crafoorda w dziedzinie matematyki                         | 1982              | Holger Crafoord          |
| Nagroda Nevanlinny                                                | 1982              | Rolf Nevanlinna          |
| Nagroda Kioto w dziedzinie nauk podstawowych                      | 1985              |                          |
| Nagroda Fermata                                                   | 1989              | Pierre de Fermat         |
| Nagroda Ostrowskiego                                              | 1989              | Aleksandr Ostrowski      |
| Medal Cantora                                                     | 1990              | Georg Cantor             |
| Nagroda Ruth Lyttle Satter Prize w Matematyce                     | 1991              | Ruth Lyttle Satter       |
| Nagroda EMS                                                       | 1992              |                          |
| Medal im. Stefana Banacha                                         | 1992              | Stefan Banach            |
| Nagroda Fundacji na rzecz Nauki Polskiej w obszarze nauk ścisłych | 1992              |                          |
| Nagroda Schocka w dziedzinie matematyki                           | 1993              | Rolf Schock              |
| Nagroda Steele’a                                                  | 1993              | Leroy P. Steele          |
| Nagroda Nemmersa w dziedzinie matematyki                          | 1994              | Erwin Esser Nemmers      |
| Nagroda Henriego Poincarégo                                       | 1997              | Henri Poincaré           |
| Międzynarodowa Nagroda Matematyczna im. Jánosa Bolyaia            | 2000              | János Bolyai             |
| XXI wiek                                                          |                   |                          |
| Nagroda Abela                                                     | 2003              | Niels Henrik Abel        |
| Nagroda Shawa w dziedzinie matematyki                             | 2004              | Run Run Shaw             |
| Nagroda Carla Friedricha Gaussa                                   | 2006              | Carl Friedrich Gauss     |
| Międzynarodowa Nagroda im. Stefana Banacha                        | 2009              | Stefan Banach            |
| Medal Cherna                                                      | 2010              | Shiing-shen Chern        |
| Breakthrough Prize in Mathematics                                 | 2015              |                          |
| Nagroda im. Mariana Rejewskiego                                   | 2020              | Marian Rejewski          |